# 野田商誘銀行
株式会社野田商誘銀行（のだしょうゆうぎんこう）は、かつて千葉県東葛飾郡野田町（現在の野田市）にあった銀行。1926年（大正15年）6月に竣工した建物が現存し、2007年（平成19年）には近代化産業遺産に認定された。

## 歴史

### 設立
1899年（明治32年）に茂木啓三郎が発起し、1900年（明治33年）7月10日、茂木を中心とした野田の醤油醸造業者らによって発行株式5000株・資本金25万円で設立。各醤油製造家がそれぞれの醤油仕込み高に比例して資本金を払い込み、キッコーマンの創業家8家である高梨・茂木一族が3,715株 (74.3%) を出資したことから、事実上の“キッコーマン醤油銀行”である（ただし、当時はキッコーマンは商標で社名は野田醤油株式会社）。また、銀行名の「商誘」も「醤油（しょうゆ）」にちなんで名づけられた。
高梨・茂木一族の出資・役職
- 頭取　茂木房五郎　400株
- 常務取締役　茂木七郎右衛門　1300株
- 取締役　茂木七左衛門　500株
- 取締役　高梨兵左衛門　395株
- 取締役　茂木佐平治　　300株
- 取締役　中野長兵衛　125株
- 監査役　茂木勇右衛門　100株
- 監査役　茂木七郎治　100株
- 支配人　茂木要三郎　100株
- 相談役　茂木啓三郎　100株
- 相談役　茂木林蔵　　65株
- 相談役　茂木利平　　50株
- 相談役　石川仁平治　50株
- 相談役　高梨政之助　50株

キッコーマンの創業家8家である高梨・茂木一族以外ではキノエネ醤油の山下家からも唯一役員が出ていたが、山下家は1905年（明治38年）以降は取締役を出さず、1905年以降の役員は高梨・茂木一族が占めた。株主も融資先も醤油の関係者が中心だったが、小規模ながらも堅実経営に徹し、1901年（明治34年）の金融恐慌も乗り越え、1910年（明治43年）ごろには千葉県内の銀行の中では大手に成長した。

### 統合
太平洋戦争中の1944年（昭和19年）6月1日に当時の政策で千葉銀行と営業権を譲渡させられた。同年7月7日には合名会社千秋社と合併、株式会社千秋社に改組を行った。千葉銀行に営業権が譲渡された後、建物は千葉銀行野田支店となった。
建物はその後使用されなくなるが、1970年（昭和45年）キッコーマン創業家一族の資産管理会社である千秋社の所有になった。2007年（平成19年）には近代化産業遺産に認定されている。